# Pedro Mexía

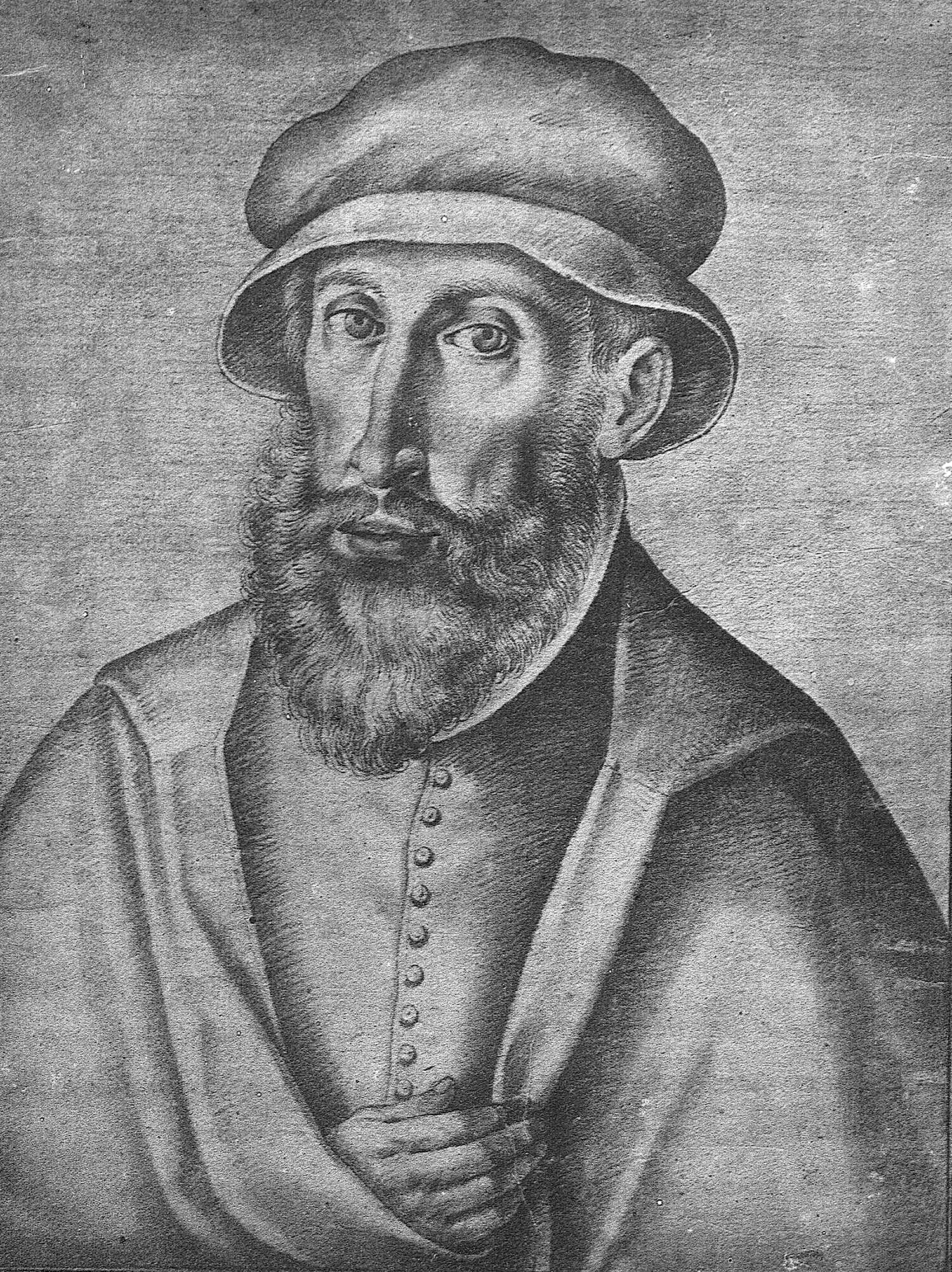
Pedro Mejía

Pedro Mexía (auch Pedro Mejía, * zwischen dem 17. Januar und 6. September 1497 in Sevilla; † 17. Januar 1551/52 ebenda) war ein humanistischer Autor des 16. Jahrhunderts. Den Großteil seines Lebens verbrachte der Schriftsteller in seiner Heimatstadt, für die er in seinen Schriften stets eine spezielle Zuneigung zum Ausdruck brachte.

## Leben
Es gibt nicht viele Angaben über Mexías Kindheit. Man geht davon aus, dass Pedro Mexía bis zum Jahr 1516 mit seiner Familie in Sevilla lebte, wo er bereits Interesse an humanistischen und geisteswissenschaftlichen Studien entwickelte.
Im Herbst 1516 begann Mexía im Alter von 19 Jahren in Salamanca ein Jura-Studium, das er zehn Jahre lang fortführte. Allerdings ist nicht bekannt, ob er einen akademischen Grad erlangte. Auch gibt es keine näheren Erkenntnisse über seinen Wohnort und seine Tätigkeiten während der Zeit zwischen seinem Studienabschluss und dem Jahr 1530, als er wieder in Sevilla wohnhaft war.
Über die letzte Etappe im Leben des Pedro Mexía, die er in Sevilla verbrachte, ist am meisten bekannt. Sie gilt sowohl beruflich als auch literarisch als seine fruchtbarste Lebensphase, in der er öffentlich aktiv war. Im Jahr 1537 wurde Mexía zum Kosmographen des Casa de Contratación de Sevilla ernannt, ein Jahr darauf übernahm er das Bürgermeisteramt von Santa Hermandad de Sevilla, 1548 wurde er nach dem Tod von Guevara offizieller kaiserlicher Chronist des Hofes und später (zwischen 1530 und 1540) zum Ritter veinticuatro des Stadtrates von Sevilla ernannt. In literarischer Hinsicht beendete Mexía etwa zwischen 1540 und 1550 seine wichtigsten literarischen und wissenschaftlichen Produktionen.

## Bildung
Pedro Mexía war vielseitig interessiert und bildete sich kontinuierlich in den verschiedensten Wissenschaften weiter. Vor seinem Jurastudium in Salamanca lernte Mexía Latein und eignete sich im Laufe seines Lebens rudimentäre Kenntnisse des Griechischen an. Darüber hinaus erlangte Mexía ein umfassendes mathematisches und astrologisches Wissen, weshalb er „el Astólogo“ genannt wurde (in Anlehnung an Aristoteles, der den Spitznamen „el Filósofo“ trug). Zudem widmete sich Mexía dem Studium der Geschichte und stellte seine mathematischen, kosmographischen, hydrographischen und historischen Kenntnisse den Lotsen und Seefahrern zur Verfügung. Es wird angenommen, dass Pedro Mexía sich den Großteil seines Wissens im Selbststudium aneignete, denn da er Latein beherrschte, im 16. Jahrhundert die universelle Kultursprache in Europa, konnte er alte und moderne Abhandlungen über diese Themen lesen.

## Persönlichkeit und Charakter
Mexías Biograph Francisco Pacheco hat einige Details über Pedro Mexías Persönlichkeit und seinen Charakter überliefert. Als Jugendlicher soll Mexía sich sehr mutig, bestimmt und zielstrebig präsentiert haben. Im Laufe der Jahre eignete er sich ein immer größeres Wissen an und befasste sich mit unterschiedlichen Wissensbereichen. Mexía stand im Briefkontakt mit Juan Luis Vives; Juan Ginés de Sepúlveda und Erasmus von Rotterdam und unterhielt familiäre Kontakte zu Hernando Colón und don Baltasar del Río, dem Bischof von Escalas.
Während seiner letzten Lebensphase war Mexía als sehr beherrschter, fleißiger und wissbegieriger Mensch bekannt, der nur wenig aß, trank und maximal vier Stunden schlief. Seinem Biographen zufolge habe er morgens seine religiösen Pflichten erfüllt, sei tagsüber seinen beruflichen Aufgaben und öffentlichen Ämtern nachgegangen und habe sich abends bis spät in die Nacht hinein dem Lesen und Schreiben gewidmet. Er galt als mürrisch, ordentlich und unermüdlich und hatte trotz jähzorniger und cholerischer Charakterzüge ein sanftmütiges, mitfühlendes und ehrliches Herz, sodass er stets bemüht war, andere aufzuheitern, zu ermuntern und sich für die Wahrheit einzusetzen.

## Werke
Große, bis in die heutige Zeit hineinreichende Bekanntheit (vor allem unter Romanisten) erlangte Mexía durch seine Schrift Silva de varia lección (1540), die – vermittelt über die Rezeption durch Michel de Montaigne – ein Vorläufer des Essays als literarische Form ist. Weitere größere Werke sind Historia imperial y cesárea (1545), Historia del emperador Carlos V (unvollendet und unveröffentlicht) sowie Coloquios y diálogos (1547). Daneben soll Mexía einige historische und genealogische Schriften verfasst haben und es wird vermutet, dass er auch Romances übersetzte, sich der dramatischen Kunst und – allerdings recht erfolglos – der Poesie widmete.